# María Estuardo, condesa de Arran
Mary Stewart, condesa de Arran (13 de mayo de 1453-mayo de 1488) era la hija mayor de Jacobo II de Escocia y María de Güeldres, y hermana menor del rey Jacobo III de Escocia. Se casó dos veces: primero, con Thomas Boyd, conde de Arran y luego con James Hamilton, primer Lord Hamilton. A través de los hijos de su segundo marido, los condes de Arran de Hamilton y los condes de Lennox de Stewart reclamaron derechos sobre el Reino de Escocia . 

## Familia
María nació en el Castillo de Stirling el 13 de mayo de 1453, hija mayor de Jacobo II y María de Güeldres. Tuvo cinco hermanos, incluido Jacobo, que ascendería al trono escocés en 1460 tras la muerte accidental de su padre por la explosión de un cañón. La madre de María murió en 1463, dejándola huérfana a la edad de diez años.

## Matrimonios y descendencia
María se casó con su primer marido, Thomas Boyd, conde de Arran, cuando tenía trece años, antes del 26 de abril de 1467. Recibió la isla de Arran como dote tras su matrimonio, y se construyó el Castillo de Law en North Ayrshire para la pareja. En 1467 Thomas, fue enviado a Dinamarca para escoltar a la novia de Jacobo III, Margarita de Dinamarca. Durante su ausencia, los enemigos del Clan Boyd presentaron cargos falsos de traición contra Thomas y su padre, Robert Boyd, primer Lord Boyd. María, al enterarse de que su marido iba a ser citado ante el rey y el Parlamento para responder a los cargos, fue inmediatamente al puerto de Leith cuando el barco de Thomas atracó en julio, para advertirle, tras lo que ambos partieron inmediatamente hacia Dinamarca. El 22 de noviembre de 1469, el marido de María fue declarado culpable y su título, honores y propiedades fueron confiscados. Más tarde, María regresó a Escocia para intentar lograr la absolución de su marido, pero a su llegada fue detenida por Jacobo en el Castillo de Dean en Kilmarnock, hasta que su matrimonio fue declarado nulo en 1473 y ella se vio obligada a casarse con James Hamilton, primer Lord Hamilton.
Thomas y María tuvieron dos hijos:
- Lady Margaret Boyd (1468-1533 [3] ), casada, en primer lugar, con Alexander Forbes, Lord Forbes y en segundo lugar con Sir David Kennedy, conde de Cassilis .
- James Boyd, segundo Lord Boyd de Kilmarnock (1469-1484), murió soltero.

A comienzos de 1474, Mary se casó con James Hamilton, primer Lord Hamilton, casi cuarenta años mayor que ella. Recibieron una dispensa papal el 26 de abril de 1476, legitimando así a los dos hijos que ya habían tenido. En total tuvieron tres hijos:
- Honorable. Elizabeth Hamilton (fallecida después de abril de 1531), se casó el 9 de abril de 1494 con Matthew Stewart, segundo conde de Lennox. De este matrimonio descienden los Stewart de Lennox, cuyo representante más notable fue Lord Darnley, segundo marido de María I de Escocia, descendiente de John Stewart, hijo de Elizabeth.
- James Hamilton, I conde de Arran (1475-1529), que se casó en 1490, con Elizabeth Home y posteriormente con Janet Bethune en 1516, hija de Sir David Bethune, primero de Creich y Janet Duddlingston, [4] con quien tuvo tres hijos, incluyendo a su heredero, James Hamilton, duque de Châtellerault, (c.1516 - 22 de enero de 1575), presunto heredero del Reino de Escocia y Regente de Escocia (1542-1554).
- Robert Hamilton, señor de Aubigny (21 de marzo de 1476-1543). Nació en el castillo de Brodick, isla de Arran, Escocia. Murió en 1543 en Torrence, Lanarkshire, Escocia, a los 66 años. Según algunos registros, se casó con una mujer del Clan Campbell, la hija de Campbell. Tuvieron al menos dos hijos (reclamados): Janet Hamilton, nacida en 1500, que se casó con Alexander Burnet, cuarto barón y noveno Laird de Leys; y Matthew Hamilton, nacido en 1512, que se casó con Jean Muirhead de Torrence.

El hijo de Mary con su primer marido Thomas, James Boyd, segundo Lord Boyd de Kilmarnock, fue asesinado a la edad de quince años por Lord Montgomerie, lo que encendió una disputa que duró más de setenta años. La otra hija de su primer matrimonio, Lady Margaret Boyd, vivió hasta los cuarenta y ocho años. Aunque estuvo casada dos veces, ninguno de los matrimonios tuvo hijos.
María murió en 1488 a la edad de treinta y cinco años.
Los descendientes de María, los Hamilton de Arran y los Stewart de Lennox, obtendrían un poder considerable y jugarían un papel destacado en la política escocesa del siglo XVI, sobre todo durante el reinado de María I de Escocia, bisnieta de su hermano, Jacobo III.